# Endocardite infectieuse
 Mise en garde médicale
L'endocardite infectieuse est une infection de la surface interne du cœur, généralement des valves. Les symptômes peuvent inclure de la fièvre, de petites zones de saignement dans la peau, un souffle cardiaque, une sensation de fatigue et un faible nombre de globules rouges. Les complications peuvent inclure un reflux sanguin dans le cœur, le cœur ayant du mal à pomper une quantité suffisante de sang pour répondre aux besoins de l'organisme, une conduction électrique anormale dans le cœur, un accident vasculaire cérébral et une insuffisance rénale,.
La cause est généralement une infection bactérienne et plus rarement  une infection fongique. Les facteurs de risque comprennent les cardiopathies valvulaires, y compris les maladies rhumatismales, les cardiopathies congénitales, les valves artificielles, l'hémodialyse, l'utilisation de médicaments par voie intraveineuse  et les stimulateurs cardiaques électroniques. Les bactéries les plus fréquemment impliquées sont les streptocoques ou les staphylocoques. Le diagnostic est suspecté sur la base des symptômes et étayé par des hémocultures ou une échographie cardiaque. Il existe également une forme non infectieuse d'endocardite.
L'utilité des antibiotiques de façon préventive pour les procédures dentaires n'est pas claire. Certains les recommandent aux personnes à haut risque. Le traitement repose généralement sur des antibiotiques intraveineux, le choix des antibiotiques est basé sur les résultats des hémocultures. Parfois, une chirurgie cardiaque est nécessaire.
Le nombre de personnes touchées est d'environ 5 pour 100 000 par an, mais les taux varient selon les régions du monde. L'endocardite infectieuse survient plus souvent chez les hommes que chez les femmes. Le risque de décès parmi les personnes infectées est d'environ 25 %. Sans traitement, elle est presque toujours mortelle.

## Historique
William Osler en a fait la description au cours de conférences qu'il donne en 1885.

## Classification
On en distingue deux formes : l'endocardite lente ou subaiguë (dite d'Osler) d'installation sur plusieurs semaines voire mois, dont l'incidence reste stable en France depuis 1991 (environ 31 cas par million d'habitants) et l'endocardite infectieuse (EI) aiguë d'installation rapide en quelques jours.

## Épidémiologie
Son incidence reste stable sur plusieurs décennies, elle est estimée en France entre 25 et 30 cas par million d'habitants, soit environ 1 500 cas par an,.
Elle peut survenir sur une valve dite « native » ou après une chirurgie de remplacement valvulaire. La valve la plus fréquemment concernée est la valve aortique (atteinte dans 41 % des cas), suivie par la valve mitrale (38 % des cas), de la valve tricuspide et enfin de la valve pulmonaire.
Elle survient classiquement sur une valve déjà malade mais ce tableau est de moins en moins fréquent : près de la moitié des cas surviennent en l'absence de maladie cardiaque connue. Le tiers des cas concerne des patients ayant une valve artificielle.
Elle atteint deux hommes pour une femme, la raison de la prépondérance masculine est inconnue.

## Cardiopathie sous-jacente

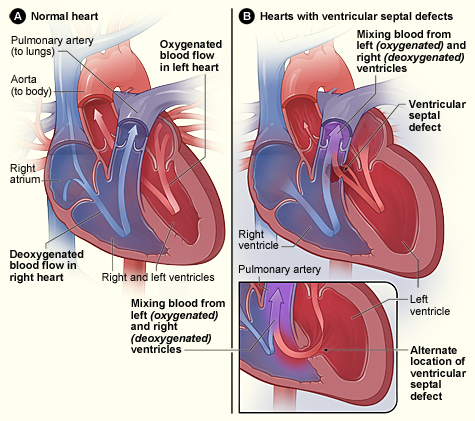
Structure normale du cœur (à gauche) comparée aux deux endroits communs de la communication inter-ventriculaire (à droite), la forme la plus répandue de cardiopathie congénitale.

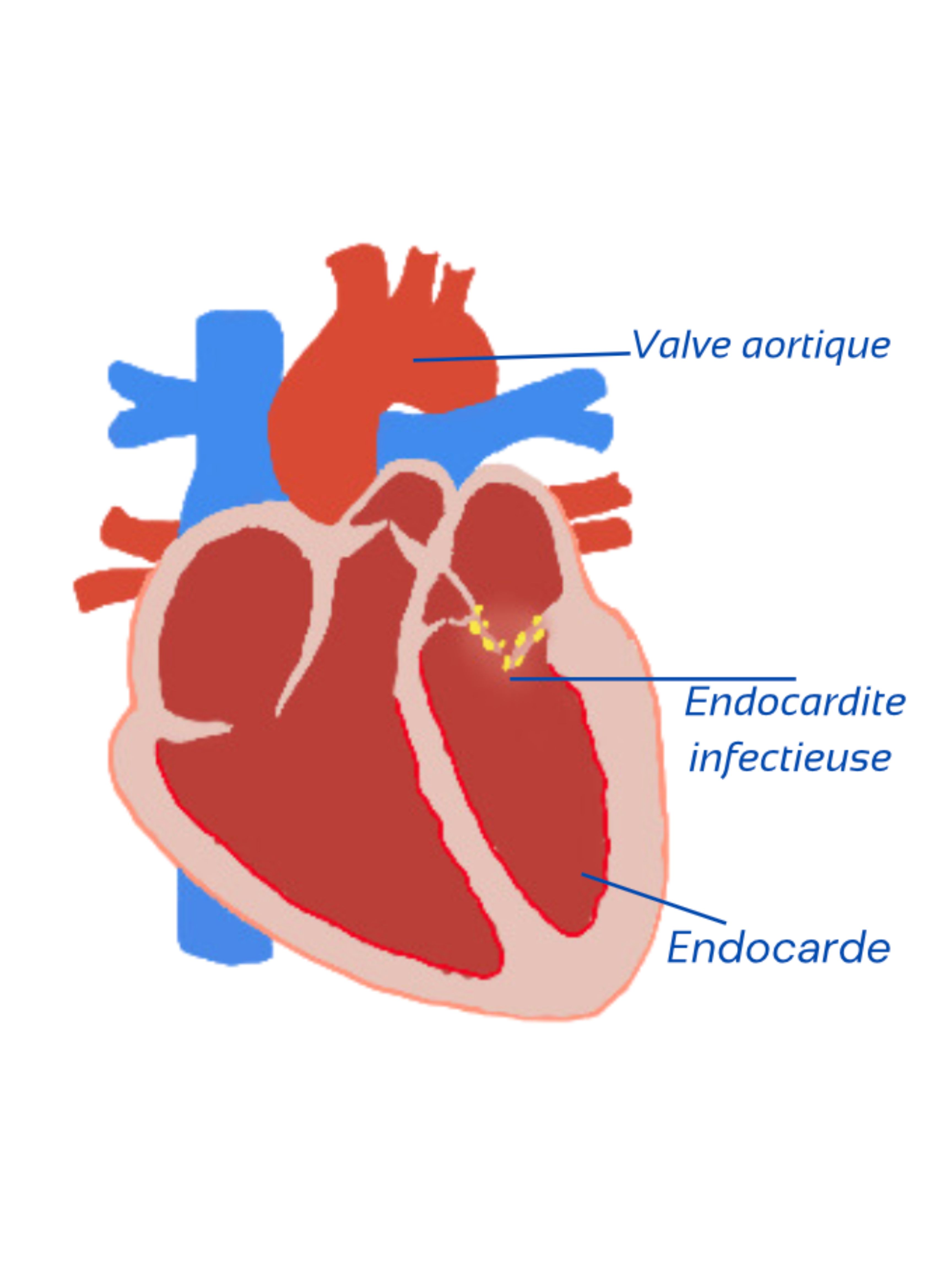

L'incidence de l'endocardite est plus importante lorsqu'il existe certaines maladies cardiaques (cardiopathies) préexistantes. Trois groupes à risque sont actuellement définis :[réf. nécessaire]
- les cardiopathies à fort risque d'endocardite : cardiopathies congénitales cyanogènes non opérées, prothèses valvulaires, antécédents personnels d'endocardite infectieuse ;
- les cardiopathies à risque modéré d'endocardite : cardiopathies congénitales non cyanogènes, insuffisance ou rétrécissement aortique, insuffisance mitrale, cardiomyopathie hypertrophique obstructive ;
- les cardiopathies à risque faible d'endocardite : le reste, c'est-à-dire, en particulier les cardiopathies ischémiques, antécédents de pontage ou d'angioplastie coronaire avec ou sans endoprothèse, stimulateur cardiaque, communication inter-auriculaire, régurgitations valvulaires minimes, souffle cardiaque sans anomalie échographique.

Les malades immunodéprimés présentent toujours plus de risque.

## Mécanismes
Une valve cardiaque normale est recouverte entièrement d'une couche cellulaire, l'endothelium, la protégeant des attaques bactériennes. La lésion de cette couche est fréquente en cas de maladie valvulaire, mais aussi avec l'âge.
Pour qu'une endocardite se développe, une bactérie doit se trouver dans le sang (bactériémie) permettant la colonisation de la valve. Cette bactériémie est habituelle après certains soins dentaires mais aussi après des activités beaucoup plus anodines, tels qu’un brossage de dents ou une simple mastication. Cela explique la relative inefficacité de la prévention de l'endocardite par mise sous antibiotiques systématique chez les patients bénéficiant de soins dentaires et le changement des recommandations en ce sens depuis la fin des années 2000.

## Aspects cliniques
Un souffle cardiaque à l'auscultation, non connu auparavant ou s'aggravant, associé à une fièvre prolongée doit faire suspecter une endocardite infectieuse (EI). Une rate de taille augmentée (splénomégalie) peut être retrouvée. La preuve de l'endocardite est établie, d'une part, par la présence d'un germe dans le sang (hémoculture) et d'autre part, par la visualisation de l'atteinte d'une ou plusieurs valves.La forme subaiguë de l'EI est caractérisée par une dégradation en quelques semaines de l'état général du patient (amaigrissement, asthénie intense, fièvre persistante parfois accompagnée de sueurs et frissons. Occasionnellement sont décrits des arthralgies, des signes cutanés (pétéchies, faux panaris d'Osler, érythème palmo-plantaire, placard érythémateux de Janeway), ou des taches de Roth sur la rétine.La forme aiguë de l'EI concerne généralement des immunodéprimés ou convalescents en réanimation, ou des toxicomanes. Elle peut être révélée par des conséquences neurologiques (via accident ischémique périphérique ou cérébral).
L'endocardite peut également se manifester par des complications : embolie septique, pouvant causer une gangrène éventuelle des doigts ou un abcès profond, une insuffisance rénale, une insuffisance cardiaque, un accident vasculaire cérébral.L'échocardiographie, parfois complétée par une échographie transœsophagienne permet de visualiser des atteintes caractéristiques sur une valve cardiaque : ulcérations ou petites masses appendues et mobiles sur un feuillet valvulaire (appelés « végétations »).Les EI à streptocoques sont plutôt lentes et les EI à staphylocoques sont plutôt aigües.[réf. nécessaire]

## Porte d'entrée
La « porte d'entrée » est le lieu où le germe pénètre dans l'organisme. Elle doit être recherchée de manière systématique en cas d'endocardite. Elle peut être due à :
- une blessure de la peau ou d'une muqueuse dans près d'un quart des cas[10] : plaie chronique mal soignée ou piqûre médicale ou non (cathéter veineux ou artériel, ponction, aiguille de seringue chez les usagers de drogue par voie intraveineuse ou inoculation par un vecteur tel la tique par exemple…), tatouage non soigné, soins dentaires. C'est pourquoi toute anomalie valvulaire (facteur aggravant du risque) doit induire un court traitement antibiotique avant et après une intervention dentaire ;
- une infection ORL chronique (sinusite chronique dans environ 5 % des cas) ;
- un problème digestif (cholécystite chronique, diverticulose colique ou cancer colique dans environ 10 % des cas) ;
- une infection urinaire (environ 5 % des cas) répétitive faisant par exemple à la suite d'un sondage urinaire ;
- une infection génitale (autour de 5 % des cas sont des salpingites faisant éventuellement à la suite de la pose d'un stérilet, d'un curetage biopsique, etc.).

Dans environ 20 % des cas, l'origine de l'entrée du germe infectieux dans le réseau sanguin n'est pas trouvée.

## Échographie
L'échocardiographie reste l'examen d'imagerie clé pour confirmer le diagnostic. Elle peut être faite par voie classique (dite transthoracique) ou par voie transœsophagienne, la sonde émettrice et réceptrice d'ultrasons étant alors située à l'extrémité d'un fibroscope souple. L'image retrouvée est une petite masse mobile appendue au bord libre d'une valve, la « végétation ». Cet examen peut également déceler un abcès et quantifier les dommages sur la valve (importance de la fuite résultante). La sensibilité de l'examen est proche de 100 % par voie œsophagienne.

## Hémoculture

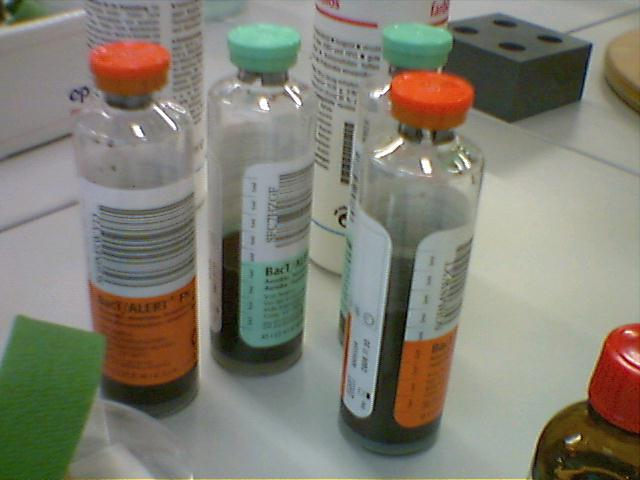
Flacons d'hémoculture

Il s'agit de la mise en culture du sang prélevé sur le patient afin d'isoler et d'identifier le germe responsable de l'infection.
La microbiologie des endocardites s’est sensiblement modifiée au cours des dix dernières années, sur deux plans :
- la modernisation des systèmes d’hémocultures, qui se sont automatisés, et l’optimisation de la composition des milieux de culture (par exemple par l’adjonction systématique à ceux-ci de cystéine et de phosphate de pyridoxal), qui ont simplifié le diagnostic microbiologique des principales causes de l'endocardite ;
- le développement de techniques de diagnostic sophistiquées (cultures cellulaires, méthodes moléculaires), qui a permis de reconnaître l’implication de micro-organismes jusque-là non soupçonnés (Bartonella, Tropheryma, etc.).

L’hémoculture reste l’examen de choix pour le diagnostic de l'endocardite. Le moment du prélèvement, le nombre de flacons et le volume prélevé sont des paramètres déterminants. Compte tenu du caractère habituellement constant mais faible de la bactériémie des endocardites infectieuses (1 à 30 bactéries par ml de sang) et de la qualité des systèmes de détection actuels, une série de trois hémocultures prélevées dans une période de 24 heures est actuellement considérée comme suffisante pour en établir le diagnostic. Sous réserve de prélever un volume de sang adéquat (7 à 10 ml par flacon), ce schéma procure un taux de positivité satisfaisant et suffisant pour affirmer la bactériémie et faire la distinction entre bactériémie vraie et contamination (deux germes différents retrouvés ou une seule hémoculture positive).
Néanmoins, le diagnostic microbiologique de l'endocardite requiert une attention particulière de la part du microbiologiste, afin de mettre en œuvre des investigations plus poussées en cas d’échec de cette première approche. Parmi les méthodes de diagnostic de deuxième intention, on retient le repiquage des hémocultures sur différents milieux, la prolongation de la durée d’incubation des flacons, le prélèvement d’une nouvelle série d’hémocultures, éventuellement sur des milieux contenant des résines adsorbant les antibiotiques, la prescription d’examens sérologiques, les prélèvements en vue d’un diagnostic moléculaire, etc.Un élément déterminant de l’amélioration du diagnostic de l’EI est l’existence d’une collaboration étroite entre clinicien, microbiologiste et anatomopathologiste (en cas d’intervention cardiaque), permettant d’optimiser la stratégie du diagnostic en fonction du contexte clinique et des résultats paracliniques obtenus.

## Diagnostic
Il fait appel aux critères de Duke modifiés en 2000. Le tableau le plus typique étant l'association d'hémocultures poussant à un germe connu comme pouvant être responsable d'une endocardite et la présence d'une lésion sur l'échocardiographie.

## Micro-organismes responsables
Le germe est identifié dans 85 % des cas.

### Streptocoques

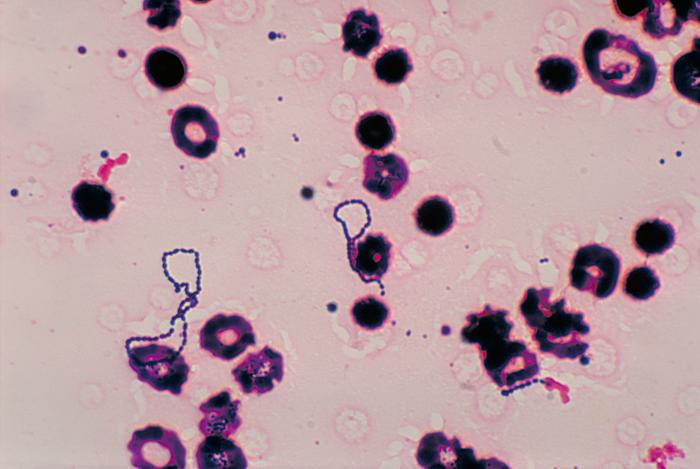
Streptocoques oraux (viridans) dans du sang

Les streptocoques et entérocoques étaient responsables d’environ 60 % des endocardites mais ce chiffre tend à diminuer. Parmi eux, le groupe le plus important était autrefois représenté par les streptocoques oraux, qui ne représentent plus que 17 % des endocardites de l’enquête française de 1999. Ces streptocoques oraux, auparavant appelés « viridans » par opposition aux streptocoques pyogènes bêtahémolytiques, comportent un grand nombre d’espèces commensales (c'est-à-dire présentes chez l'être humain sain) de la cavité buccale et des voies respiratoires hautes. Parmi ces streptocoques oraux, S. sanguinis (ex S. sanguis), S. mitis, S. gordonii, S. oralis, S. parasanguinis, et dans une moindre mesure S. mutans et S. salivarius, sont les principales espèces impliquées. Les « S. milleri » (Or4) sont maintenant éclatés en trois espèces différentes : S. anginosus, S. constellatus et S. intermedius. Ce sont des bactéries des flores oropharyngée, digestive et génito-urinaire. Les streptocoques à croissance difficile, dits « streptocoques déficients » (Or2), ont été reclassés dans deux nouveaux genres appelés Abiotrophia, qui comporte une seule espèce, A. defectiva, et Granulicatella, qui comporte plusieurs espèces, dont deux ont été identifiées comme responsables d’EI : G. adiacens et G. elegans, G. adiacens et A. defectiva peuvent être isolés dans la cavité orale et dans les voies digestive et génito-urinaire. Ces espèces sont responsables de 2 % à 4 % des endocardites. Du fait de leur difficulté de détection et d’identification, ces bactéries peuvent être responsables d'endocardites à hémocultures négatives. Par ailleurs, leur résistance in vivo aux traitements antibiotiques peut être à l’origine d’échecs thérapeutiques.[réf. nécessaire]
Les streptocoques du groupe D d’origine digestive sont responsables de 20 % à 25 % des endocardites. S. bovis, reclassifié récemment comme S. gallolyticus, S. infantarius et S. pasteurianus, est l’espèce le plus souvent identifiée. L’émergence des streptocoques du groupe D dans les 20 dernières années est très nette, l’ensemble des trois espèces citées devenant nettement prépondérant par rapport aux entérocoques comme Enterococcus faecalis. L’augmentation de la prévalence des endocardites à « S. bovis » (au sens large) est peut-être en rapport avec le vieillissement de la population et avec l’association étroite entre une endocardite à S. gallolyticus (ex S. bovis de biotype I) et une tumeur colique. De plus, des travaux ont montré que des protéines de paroi de S. infantarius favorisaient la formation de cancers dans un modèle expérimental.Les streptocoques bêtahémolytiques des groupes A, B, C et G sont isolés dans environ 5 % des endocardites, avec une nette prédominance de S. agalactiae. Ces germes sont caractérisées par leur sévérité. De même, les endocardites à pneumocoques constituent une cause rare (1 % dans l’enquête française de 1991) mais grave.

### Staphylocoques

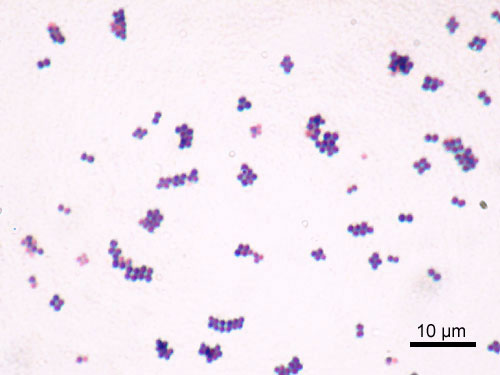
Staphylococcus aureus

Dix-sept à 30 % des endocardites sont dues à Staphylococcus aureus (S. aureus), et même jusqu’à 47 % dans certaines séries américaines. Ce germe tend à devenir la première cause des endocardites. Les endocardites à S. aureus surviennent préférentiellement chez les porteurs de prothèse ou de cathéter intraveineux et chez les toxicomanes. Ce dernier facteur est vraisemblablement à l’origine des différences importantes de prévalence observées pour S. aureus selon les études, en fonction de la population incluse dans celles-ci. Dans les endocardites sur valve native, S. aureus est plus souvent responsable si la valvulopathie n’est pas connue que si elle est connue (19 % versus 4 %). Les staphylocoques à coagulase négative (SCN) sont responsables de 3 % à 8 % des cas, essentiellement sur prothèse valvulaire et rarement sur valve native. Parmi ceux-ci, S. epidermidis est l’espèce la plus fréquente (plus de 80 %). Des espèces comme S. capitis, S. haemolyticus, S. hominis, S. saprophyticus et S. schleiferi ne constituent que des cas isolés. La particularité de S. lugdunensis doit être signalée, car cette espèce est responsable d’endocardites rares mais graves sur valve native, dont la présentation clinique, l’évolution et la mortalité en l’absence d’intervention de remplacement valvulaire (60 %) sont très similaires à celles des endocardite à S. aureus. Au plan microbiologique, cette espèce peut être assimilée, à tort, à un S. epidermidis, ce qui peut avoir des conséquences graves sur l’adéquation de la prise en charge thérapeutique, car seule une chirurgie précoce permet de réduire la mortalité de la maladie. Cela justifie l’identification complète (au niveau de l’espèce) de tous les staphylocoques isolés d’hémocultures dans un contexte clinique d'endocardite.[réf. nécessaire]

### Bactéries à développement intracellulaire obligatoire ou prédominant

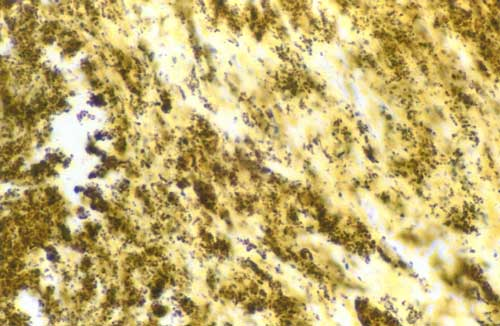
Bartonella

Les bactéries des genres Chlamydia, Coxiella et Bartonella occupent maintenant une place importante parmi les responsables. Les Bartonella (ex-Rochalimea) ont été récemment reconnues comme agents d'endocardite. Elles sont responsables d’environ 3 % de l’ensemble de ces dernières et de 28 % des formes à hémocultures négatives. Les deux espèces principalement responsables sont B. quintana (environ 2 fois sur 3) et B. henselae (environ 1 fois sur 3). B. quintana est l’agent étiologique de la fièvre des tranchées, de l’angiomatose bacillaire, de septicémies, d’endocardites et d’adénopathies chroniques chez les immunodéprimés. Les endocardites à B. quintana surviennent préférentiellement chez les sujets à faible niveau socioéconomique, souvent sans domicile fixe. B. henselae est l’agent causal de l’angiomatose bacillaire, de la péliose viscérale, de septicémies, d’endocardites et de la maladie des griffes du chat.Le diagnostic microbiologique est rarement fait par les hémocultures, la culture sur milieu acellulaire restant extrêmement longue et fastidieuse. Ainsi, au sens strict, il s’agit d'endocardites à hémocultures négatives. En revanche, le diagnostic est établi par la culture d’un échantillon de sang hépariné ou de tissu valvulaire sur cellule, par la sérologie (titre ≥ 1/800 en immunofluorescence) et par les techniques moléculaires. La spécificité de la sérologie n’est pas parfaite, des réactions croisées existant entre les espèces des genres Bartonella et Chlamydia. Ainsi, des atteintes initialement attribuées aux Chlamydia se sont révélées être d’authentiques endocardites à Bartonella après réanalyse des échantillons.Les formes à Chlamydia sont exceptionnelles.
Les endocardites à Coxiella burnetii sont la manifestation principale de la fièvre Q chronique (définie comme une durée d’évolution des symptômes supérieure à 3 mois). L’endocardite de la fièvre Q représente en France 5 % des endocardites diagnostiquées. C. burnetii ayant un développement intracellulaire obligatoire dans les cellules de type monocyte-macrophage, les hémocultures conventionnelles restent négatives et le diagnostic n’est réalisé que par l’isolement sur cultures cellulaires ou par la sérologie. Celle-ci doit être effectuée en recherchant les anticorps dirigés contre les antigènes des phases I et II. Un titre d’immunoglobuline IgG en phase I ≥ 1/800 et d’IgA en phase I ≥ 1/100 est caractéristique d’une fièvre Q chronique.
Les endocardites à Tropheryma whipplei constituent une cause non exceptionnelle. L’atteinte de l’endocarde est relativement fréquente au cours de l’évolution de la maladie de Whipple, se présentant comme une valvulite ou une endocardite de la valve mitrale ou aortique. Si dans certains cas, les lésions cardiaques sont précédées de ou associées à des signes d’atteinte polyviscérale, notamment digestifs, articulaires et neurologiques, l’atteinte cardiaque peut aussi se présenter de façon isolée sans aucune autre atteinte associée. Compte tenu de l’impossibilité de cultiver la bactérie T. whipplei, le diagnostic n’est actuellement porté que par des techniques de biologie moléculaire, associées, pour les coupes histologiques, à la coloration par l’acide périodique de Schiff (PAS) qui met en évidence des aspects typiques et spécifiques de macrophages spumeux à granulations PAS positives. Des techniques d'immunohistochimie peuvent également être employées sur ces coupes, offrant une meilleure spécificité.

### Autres micro-organismes

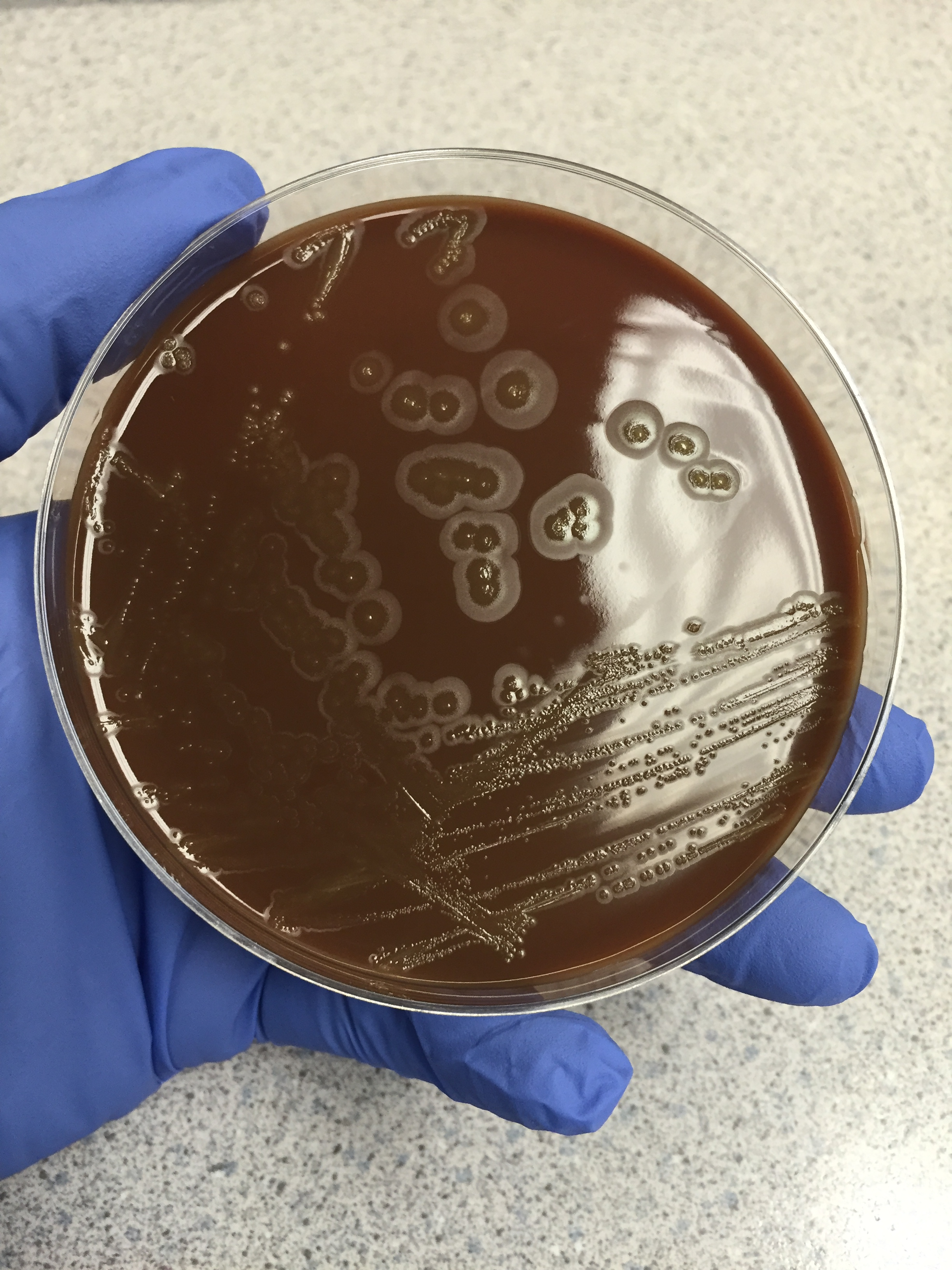
Eikenella corrodens

Les bactéries du groupe HACEK sont impliquées dans 3 % des endocardites. Ce groupe est composé de petits bacilles à croissance lente, qui sont des commensaux de la cavité oropharyngée. Il inclut les bactéries des genres Haemophilus, Actinobacillus actinomycetemcommitens, Cardiobacterium hominis, Eikenella corrodens et Kingella kingae. Il faut y ajouter celles du genre Capnocytophaga. Ces bactéries sont caractérisées par une croissance parfois extrêmement lente in vitro, pouvant requérir pour leur détection 3 à 4 semaines d’incubation des hémocultures, et éventuellement des subcultures sur des milieux riches.
Les entérobactéries représentent des causes rares (1 % dans l’enquête française de 1991) de même que les bacilles dits « non fermentants ».Les champignons filamenteux (principalement Aspergillus) et les levures (Candida) sont impliqués dans moins de 1 % des cas. Ils doivent être systématiquement évoqués dans les endocardites sur prothèse valvulaire, chez les toxicomanes, en cas d’hospitalisation ou de traitement antibiotique prolongés et après chirurgie cardiaque. La prolongation de la durée d’incubation des flacons d’hémoculture, les repiquages systématiques et la pratique répétée d’examens sérologiques (recherche d’antigènes et d’anticorps circulants) sont utiles au diagnostic de ces causes.Un groupe hétérogène de bactéries est à l’origine de près de 4 % des cas. Par ordre décroissant de fréquence, ce sont les corynébactéries, Brucella, puis Peptococcus, Neisseria, Listeria, les microcoques, moraxelles et propionibactéries.

## Évolution
La mortalité hospitalière est d'un peu plus de 15 %. Elle atteint près de 30 % à un an et est très sensiblement plus élevée si le germe responsable est un staphylocoque.
Les abcès divers sont secondaires à l'embolisation de la lésion cardiaque (détachement de tout ou partie de la végétation valvulaire et migration dans le sens du flux circulatoire) et représentent la principale complication (près de 40 % des cas). Ils sont cérébraux dans un peu moins d'un cas sur 2 d'embolies. L'abcès intra-cardiaque, se voit dans un peu moins d'une endocardite sur 6.
L'insuffisance cardiaque complique un tiers des endocardites et est un facteur de mauvais pronostic car elle correspond souvent à une atteinte importante d'une valve. Une chirurgie doit alors être discutée.

## Traitement
La prise en charge de l'endocardite infectieuse a fait l'objet de la publication de recommandations. Celles de l'« American Heart Association » ont été actualisées en 2021, celles, européennes, de 2023.

### Traitement préventif
Le traitement préventif, dit prophylactique, consiste à donner chez des patients à risque de développer une endocardite un traitement par antibiotiques dans certaines situations, jugées elles-mêmes, à risque de transmission.

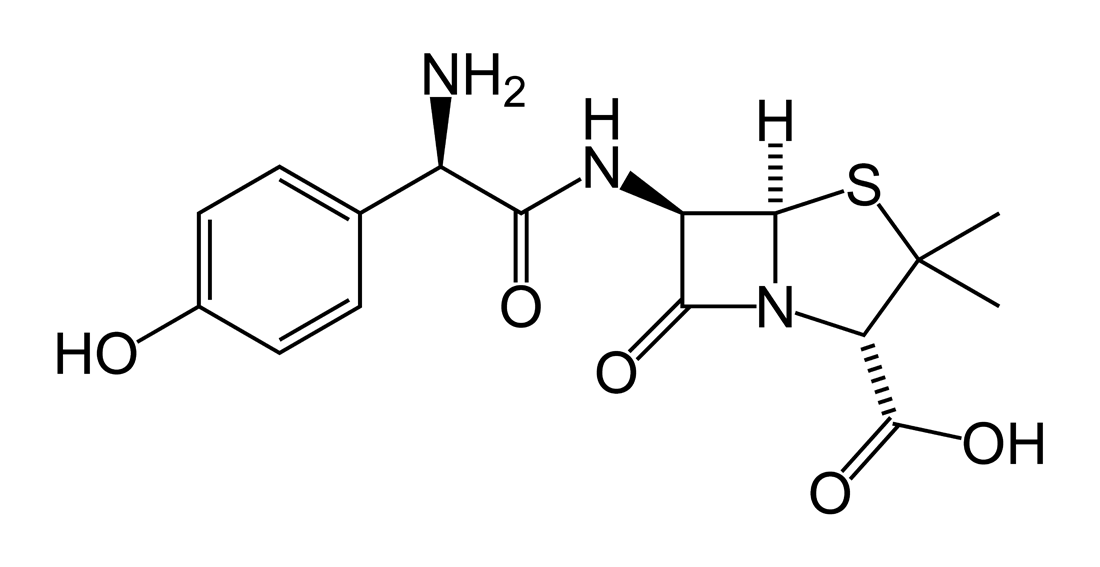
Amoxicilline

La définition des « personnes à risques » et des « situations à risques » a été parfois variable suivant l'époque et le pays, donnant l'objet à de nombreux documents de type « recommandations » ou « consensus », « guidelines » en anglais. Les plus notables sont américains (première version datant de 1955, dernière datant de 2007) et européens (dernière version datant de 2009). Il existe également un document français à ce sujet, datant de 2002. La tendance actuelle est de restreindre cette prophylaxie aux personnes les plus à risques et de ne la proposer que lors de certaines interventions dentaires. Le dernier document américain ne propose plus, par exemple, la mise sous antibiotiques des patients ayant une intervention sur la sphère urinaire ou digestive. En Angleterre, les recommandations du National Institute for Health and Clinical Excellence (NICE) de 2008 recommandent de cesser toute antibioprophylaxie ; deux ans plus tard, il apparaît que si la prescription d'une antibioprophylaxie a chuté de près de 79 %, les conséquences sur l'incidence de l'endocardite sont toutefois discutées, certains ne notant pas d'augmentation du risque infectieux, d'autres oui,. Le National Institute for Health and Clinical Excellence (NICE) a réaffirmé plus tard en 2015 la non efficacité des antibiotiques. Les auteurs insistent sur la nécessité d'une bonne hygiène bucco-dentaire.
Les personnes, qualifiées de « plus à risque » sont les porteurs d'une valve artificielle, les personnes ayant fait déjà une première endocardite et les porteurs de certaines cardiopathies congénitales.L'amoxicilline est la référence consensuelle actuellement utilisée dans les situations à risque, la plupart du temps avant intervention buccodentaire. Elle est systématique en cas d'existence d'une cardiopathie à haut risque d'endocardite, au cas par cas s'il existe une cardiopathie à risque moyen d'endocardite et absente s'il existe une cardiopathie à risque faible d'endocardite. L'amoxicilline est utilisée à la dose de 2 à 3 grammes en prise unique, une heure avant l'intervention à risque. D'autres antibiotiques sont également utilisés, notamment en cas d'allergie à l'amoxicilline.Dans tous les cas, une bonne hygiène dentaire est indispensable.[réf. nécessaire]

### Traitement curatif

#### Antibiotiques
Le traitement antibiotique doit être précoce, massif, continu et prolongé (6 semaines), bactéricide, associant deux antibiotiques synergiques en fonction de l'antibiogramme, injecté par voie IV.L'efficacité du traitement est jugée sur la normalisation de la température, la négativation des hémocultures et des complexes immuns circulants, la normalisation de la vitesse de sédimentation, de l'hémogramme, du fibrinogène, du fer sérique et des gammaglobulines. La surveillance de la fonction rénale par la créatinine s'impose. Le pouvoir bactéricide du sérum est parfois étudié.

#### Chirurgie cardiaque
La chirurgie cardiaque est parfois nécessaire, notamment en cas de séquelles cardiaques (valvulaires par exemple), d'évolution vers une insuffisance cardiaque ou un abcès d'une paroi du cœur, surtout si le germe en cause est un staphylocoque. Sa date optimale reste un sujet de débat : trop tôt, le chirurgien opère en pleine période septique, les antibiotiques n'ayant pu jouer à plein rôle. Mais à vouloir retarder l'intervention, on risque une évolution rapide et défavorable. En règle générale, le traitement chirurgical doit être proposé en urgence en cas d'insuffisance cardiaque, en cas de réponse non satisfaisante aux antibiotiques et en cas de risque embolique considéré comme majeur (essentiellement sur des critères échographiques : taille importante de la végétation ou croissance de cette dernière malgré l'antibiothérapie).
Elle doit être précédée — sauf en cas de grande urgence — d'une évaluation des coronaires chez le patient âgé et de la recherche et du traitement de la porte d'entrée.Dans les cas les plus simples, une simple réparation de la valve peut suffire. Si cette dernière est sévèrement atteinte ou l'infection non maîtrisée, il faut alors exciser la totalité du tissu endommagé et remplacer la valve native par une valve artificielle.
La mortalité opératoire peut atteindre 15 %. Elle est plus importante si la chirurgie a été très précoce.

## Cas particuliers

### L'endocardite sur valve artificielle
Elle représente jusqu'à 20 % des endocardites infectieuses. Le staphylocoque doré représente près du quart des cas, suivi par le staphylocoque coagulase-négative. Une réintervention est nécessaire dans près de la moitié des cas et la mortalité est proche de 20 %.